# 猫儿山林蛙
猫儿山林蛙（学名：Rana maoershanensis），一种于中华人民共和国广西壮族自治区兴安县猫儿山发现的两栖动物，隶属于蛙科蛙属。

## 形态特征
猫儿山林蛙雄蛙体长44.9～54.4豪米，雌蛙体长52.1～57.6毫米。身体背面皮肤较光滑，多呈红褐色或褐色，具有黑褐色条形斑或点状斑；四肢具有深棕色横纹；身体腹面为乳黄色，有不清楚的灰色斑；四肢腹面为肉色。